# Artéria torácica interna
A artéria torácica interna é um ramo da artéria subclávia. Desce lateralmente ao esterno e anastomosa-se com as artérias intercostais posteriores, divide-se na artéria epigástrica superior e na artéria musculofrénica.
Pode ser usada em revascularização do miocárdio.